# Neutralitetsbågen
Neutralitetsbågen är ett monument i Turkmenistans huvudstad Asjchabad. Den restes år 1998 av landets dåvarande president Saparmurat Nijazov som ett minnesmärke över Turkmenistans officiellt neutrala ställning. Monumentets kostnad var motsvarande 12 miljoner dollar. Byggnaden var med sina 75 meter den högsta i Asjchabad när den byggdes, och har utsirade inskriptioner och en hiss i glas. Ovanpå monumentet står en förgylld staty av Nijazov, som tidigare roterade 360 grader varje dygn, så att den alltid var vänd mot solen.
I januari 2010 beslutade landets president Gurbanguly Berdimuhamedow att Neutralitetsbågen skulle monteras ner och flyttas till en av stadens förorter.

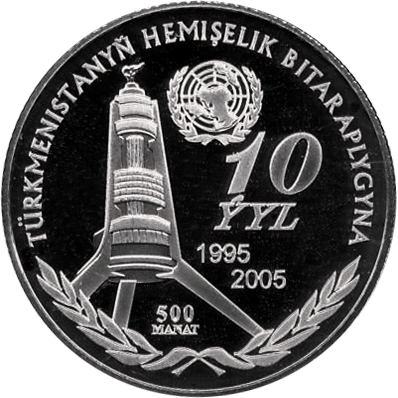
Jubileumsmynt med Neutralitetsbågen.

Det nya Neutralitetsmonumentet, som omfattar den gamla Neutralitetsbågen och ett museum, är 95 meter högt och har två utsiktsplatformar. Det invigdes 12 december 2011 av president Berdimuhamedow.